# NGC 1895
NGC 1895 ist die Bezeichnung eines Emissionsnebels im Sternbild Dorado. 
Das Objekt wurde am 2. November 1834 von dem britischen Astronomen John Herschel entdeckt.